# Bruce Museum of Arts and Science

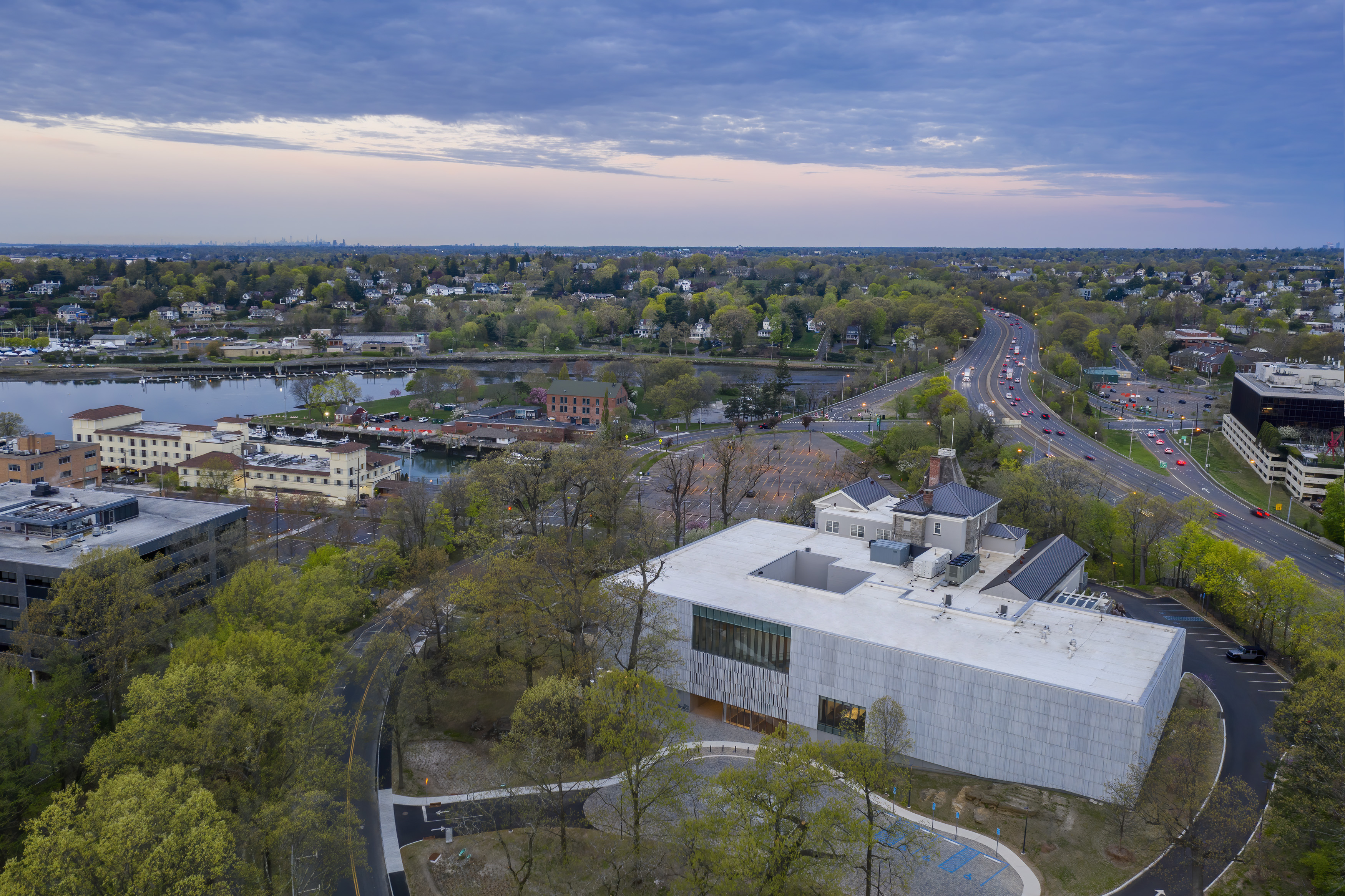
Bruce Museum of Arts and Science (Luftaufnahme)

Das Bruce Museum of Arts and Science („the Bruce“) ist ein interdisziplinäres Museum in Greenwich, Connecticut, das Kunst, Wissenschaft und Naturgeschichte vereint. Es liegt auf einem Hügel über dem Hafen von Greenwich und bietet eine Vielzahl von Ausstellungen und Bildungsprogrammen.

## Geschichte
Das Gebäude wurde 1853 als Privathaus für den Rechtsanwalt, Geistlichen und Historiker Francis Lister Hawks errichtet. Im Jahr 1858 erwarb der wohlhabende Textilhändler Robert Moffat Bruce das Anwesen. Im Jahr 1908 übertrug Bruce das Anwesen der Stadt Greenwich mit der Auflage, es als „Museum für Naturgeschichte, Geschichte und Kunst für die Öffentlichkeit“ zu nutzen. Die erste Ausstellung fand 1912 statt und zeigte Werke der Greenwich Society of Artists, die bis 1926 jährlich im Museum ausstellte. 1992 wurde das Museum umfassend renoviert und 1993 wiedereröffnet. 1998 erhielt das Bruce Museum die Akkreditierung der American Alliance of Museums, eine Auszeichnung, die weniger als 5 % aller Museen erhalten. Zwischen 2020 und 2023 wurde das Museum erweitert und seine Fläche verdreifacht. Die Erweiterung umfasst den Steven & Alexandra Cohen Education Wing und den William L. Richter Art Wing.

## Architektur

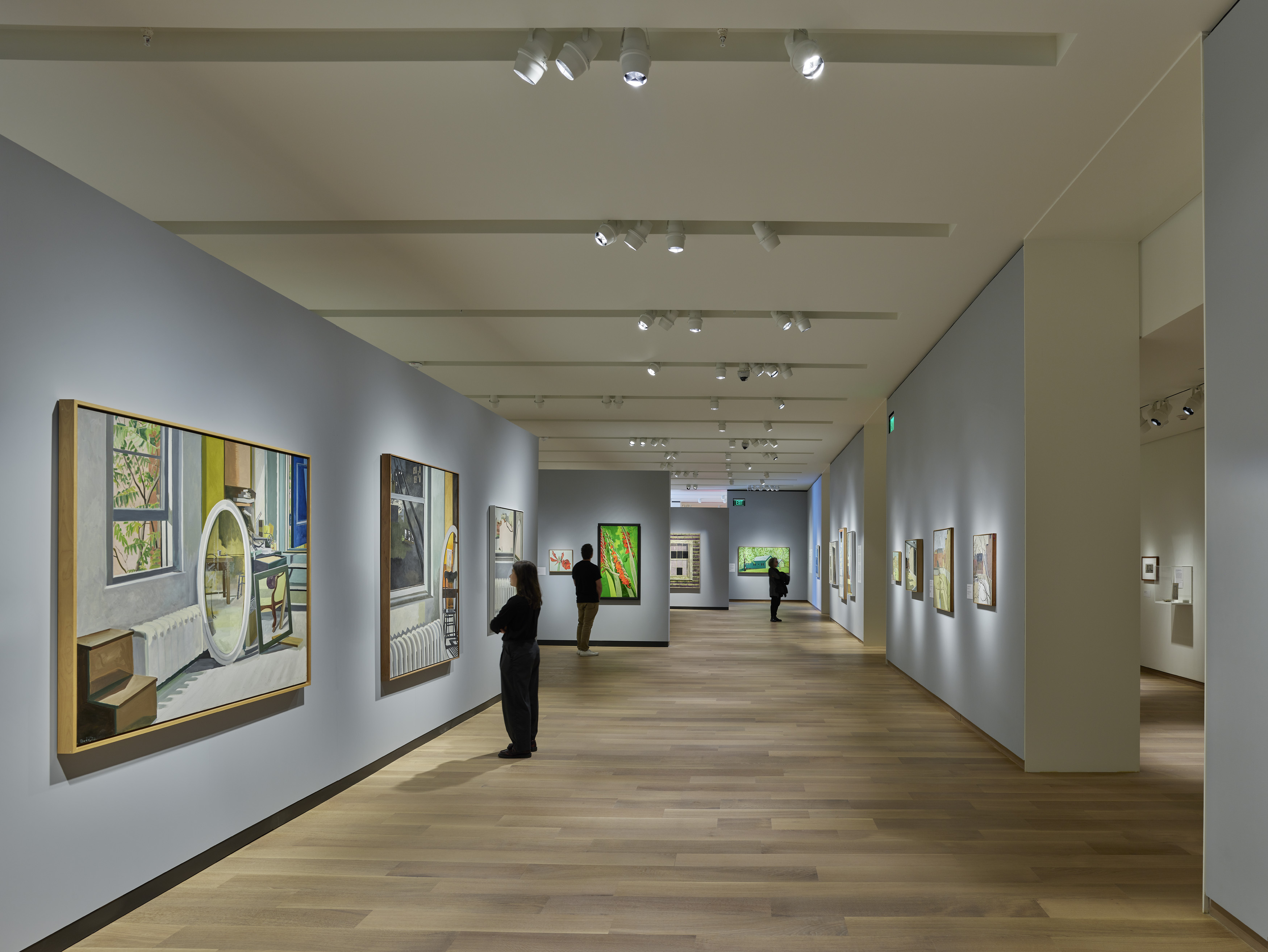
Bruce Museum of Arts and Science (Ausstellungsraum)

Die ursprüngliche Residenz im Stil des Second Empire wurde im Laufe der Zeit weiterentwickelt. Im Jahr 2014 beauftragte das Bruce Museum nach einem von jones/kroloff geleiteten nationalen Designwettbewerb das in New Orleans und Washington D.C. ansässige Architekturbüro EskewDumezRipple mit der Planung einer Renovierung und Erweiterung. Das Ergebnis ist eine vollständige Renovierung des ursprünglichen 32.500 Quadratmeter großen Gebäudes und der Anbau eines neuen, 42.000 Quadratmeter großen Flügels, der permanente und temporäre Galerien, ein erweitertes Sammlungsdepot sowie eine neue öffentliche Eingangshalle und einen Vortragssaal für das Museum beherbergt.

## Sammlung
Die Sammlung des Bruce Museum of Arts and Science umfasst rund 31.000 Objekte aus den Bereichen bildende und dekorative Kunst, Naturgeschichte, Ethnologie und Geschichte.

### Kunst
Die Kunstsammlung umfasst etwa 3200 Werke von der Mitte des 19. Jahrhunderts bis zur Gegenwart, mit einem besonderen Schwerpunkt auf amerikanischer Kunst des späten 19. und frühen 20. Hervorzuheben sind Werke von Mitgliedern der Cos Cob Art Colony wie Emil Carlsen, Childe Hassam, Elmer Livingston McRae, Mina Fonda Ochtman und Leonard Ochtman. Die Sammlung umfasst Gemälde, Skulpturen, Kunstgewerbe und Arbeiten auf Papier.

### Naturwissenschaften
Der naturwissenschaftliche Bereich konzentriert sich auf die Naturgeschichte und umfasst Mineralien, Fossilien, präparierte Vögel und Säugetiere, Schmetterlinge und andere Wirbellose sowie Reptilien.

### Völkerkunde
Die ethnologische Sammlung konzentriert sich auf Objekte der indigenen Völker Amerikas und spiegelt die Vielfalt und Komplexität dieser Kulturen wider.

### Historische Sammlung
Die historische Sammlung umfasst etwa 7000 Objekte, darunter Bücher, gusseiserne mechanische Spardosen, Keramik, Münzen, Glaswaren, Schmuck, Musikinstrumente, Stickereien, Fotografien, Scrimshaw-Arbeiten, Werkzeuge, Spielzeug, Kriegs- und politische Andenken, Waffen, Holzschnitzereien (darunter seltene Entenlockvögel aus Connecticut) sowie eine umfangreiche Sammlung von Meerschaumpfeifen und anderen Tabakutensilien.
Diese vielfältige Sammlung ermöglicht es dem Bruce Museum, interdisziplinäre Ausstellungen und Bildungsprogramme anzubieten, die Kunst, Wissenschaft und Geschichte miteinander verbinden.